# Station Odder
Station Odder is een station in Odder, Denemarken en ligt aan de lijn Århus - Hov en voorheen ook aan de lijn Horsens - Odder.